# Vlad III di Valacchia
Vlad III di Valacchia, detto l'Impalatore (Sighișoara, 2 novembre 1431 – Bucarest, tra il dicembre 1476 e il 10 gennaio 1477), è stato un nobile, militare e politico rumeno (meglio conosciuto solo come Vlad o con il suo nome patronimico Drăculea, che significa "Figlio del drago", italianizzato in Dràcula), voivoda (principe) di Valacchia e membro del casato dei Drăculești, un ramo collaterale del casato dei Basarabidi. Era figlio del precedente voivoda Vlad II Dracul, membro dell'Ordine del Drago, fondato per proteggere il cristianesimo nell'Europa orientale.
Noto anche come Vlad Țepeș (leggasi Tsepesch, ossia: Vlad l'Impalatore in rumeno), fu per tre volte voivoda di Valacchia, rispettivamente nel 1448, dal 1456 al 1462, e infine nel 1476. Il soprannome l'Impalatore deriva dalla sua predilezione per l'impalamento dei nemici. Durante la sua vita, la sua reputazione di uomo crudele e sanguinario si diffuse in tutta Europa e, principalmente, nel Sacro Romano Impero.
Vlad III è venerato come eroe popolare in Romania, così come in altre parti d'Europa, per aver protetto la popolazione rumena sia a sud sia a nord del Danubio e per la sua brutalità e il suo patronimico. Vlad fu celebre fonte d'ispirazione per lo scrittore irlandese Bram Stoker nella creazione del suo personaggio più famoso, il vampiro Conte Dracula, protagonista del romanzo Dracula del 1897.

## Nome

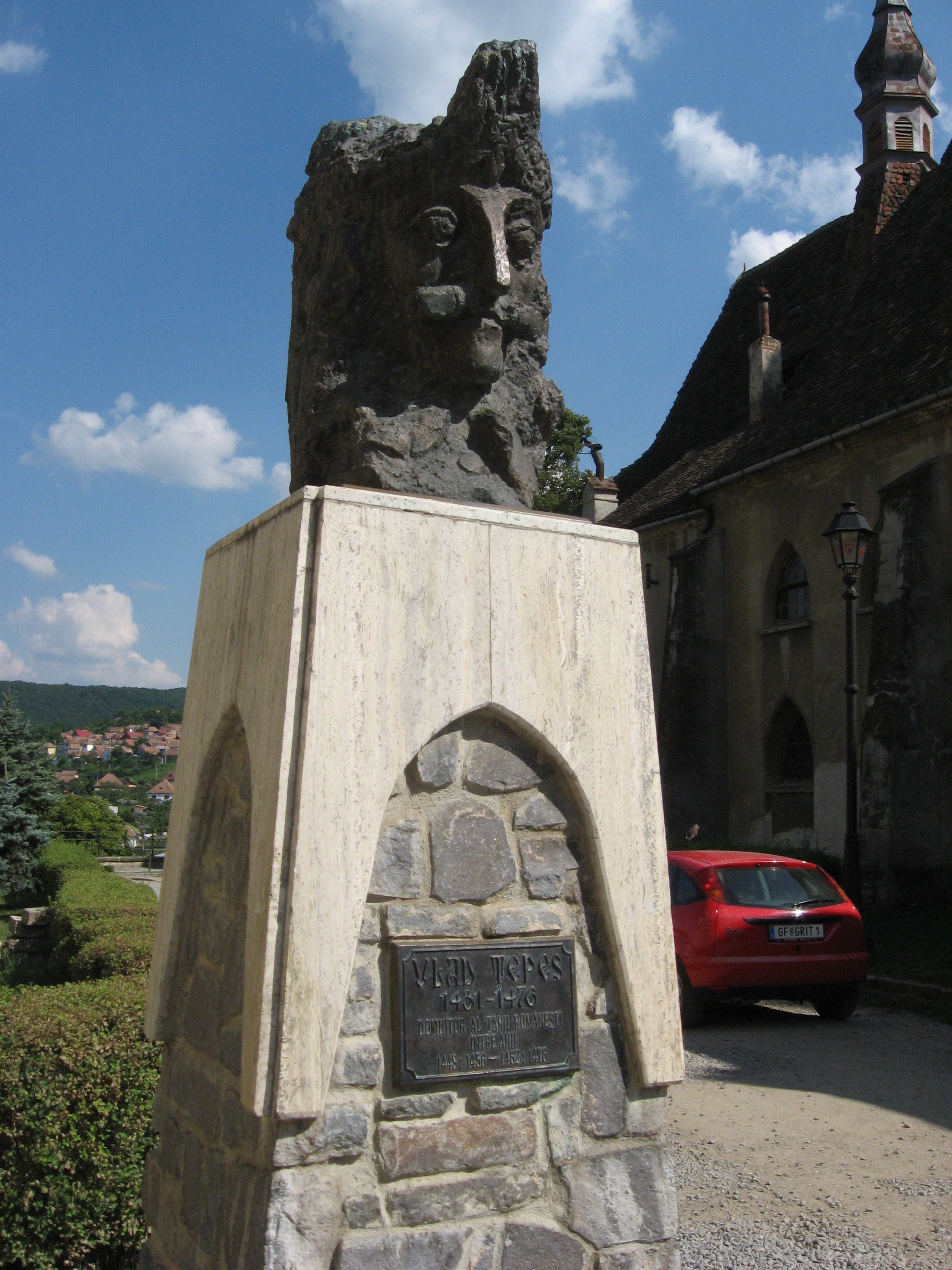
Busto di Vlad l'Impalatore a Sighișoara, suo luogo di nascita

Durante la sua vita, Vlad scrisse il suo nome in documenti latini come Wladislaus Dragwlya, voivoda partium Transalpinarum (1475). Il suo patronimico rumeno Dragwlya (o Dragkwlya) Dragulea, Dragolea, Drăculea, deriva dall'epiteto Dracul portato da suo padre Vlad II, che, nel 1431, divenne membro dell'Ordine del Drago, un ordine cavalleresco fondato da Sigismondo di Lussemburgo, nel 1418. Il simbolo di questa confraternita era appunto un dragone prostrato, con la coda avvolta attorno al collo. Sulla schiena del mostro, si trovava una croce, che alludeva al trionfo del Signore sul maligno. Dato che nel Medioevo, il drago era simbolo del demonio, ecco spiegata l'origine dell'appellativo Dracul. In romeno, Dracul significa "il Diavolo": drac "diavolo" e ul, articolo determinativo suffissale, "il". Draculea quindi è, come già detto, un patronimico, che rientra nell'ampio gruppo dei nomi romeni con uscita in -ulea. Draculea significa quindi, "figlio del Diavolo".
Il soprannome Țepeș ("Impalatore") venne dato a Vlad postumo, nel 1550 circa. Infatti, i cronisti rumeni che scrissero più di un secolo dopo la sua morte, preferirono descriverlo facendo riferimento al suo sistema preferito di tortura, ossia l'impalamento: Țepeș in romeno significa palo, da cui l'italiano "impalatore". Tuttavia, quando Dracula era ancora in vita, questo soprannome era già stato utilizzato da alcuni autori bizantini e, soprattutto, ottomani, che narrarono delle crudeli gesta di Kazıklı Bey (Signore Impalatore).
Considerato l'elevato numero di cumani trasferitisi in Transilvania (tra cui si può citare come personaggio di spicco Basarab I di Valacchia), si è a lungo speculato sull'origine etnica di Vlad III, da taluni ritenuto non autoctono della Romania e invece legato alla popolazione nomade originaria dell'Asia centrale. Si tratta di un'affermazione che però al momento è lungi dal trovare appigli incontestabili.

## Biografia

### Giovinezza
Molto probabilmente, Vlad nacque in Transilvania e più precisamente a Sighișoara, la quale, all'epoca, come del resto tutta la regione, faceva parte del regno d'Ungheria. Vlad II si trovava lì con la famiglia attendendo, sotto la protezione di re Sigismondo, un momento propizio per impadronirsi del trono di Valacchia. È opportuno osservare che il luogo di nascita non è certo, dato che gli storici si sono limitati a desumerlo dalla ricostruzione dei movimenti del padre. Ancora più difficile è stato stabilire la data di nascita: quella che viene ritenuta più probabile dagli studiosi, il 1431, è semplicemente frutto di congetture.
Il padre di Vlad era il figlio del celebre voivoda Mircea I cel Bătrân. La madre di Vlad rimane sconosciuta, anche se si crede che il padre all'epoca fosse sposato con la principessa Cneajna di Moldavia (figlia maggiore di Alessandro "il Buono", Principe di Moldavia e zia di Ștefan il Grande di Moldavia), nonostante avesse anche un buon numero di amanti. Aveva anche due fratellastri maggiori, Mircea II di Valacchia e Vlad Călugărul, e un fratello minore, che sarebbe divenuto sovrano con il nome dinastico di Radu III il Bello.
Vlad e Radu trascorsero i loro primi anni formativi a Sighișoara. Infatti, Vlad II Dracul aveva fissato presso la città transilvana il suo quartier generale. L'imperatore Sigismondo gli aveva affidato il compito di proteggere le frontiere meridionali del regno d'Ungheria e nel 1431 aveva riconosciuto le sue rivendicazioni sul trono valacco. Un centro di confine come Sighișoara, con la sua posizione strategica, permetteva al padre di Dracula di stare in agguato, monitorando da vicino la situazione in Valacchia. Come governatore militare della provincia, egli godeva anche delle entrate di una zecca che coniava monete ungheresi. Durante il suo primo regno, il Voivoda portò i suoi giovani figli a Târgoviște, l'allora capitale della Valacchia. Il cancelliere bizantino Mikhail Ducas dimostrò che a Târgoviște, i figli di boiari e dei principi regnanti erano ben istruiti da studiosi romeni o greci provenienti da Costantinopoli. Si crede che fu in questa città che Vlad imparò l'abilità nel combattimento, la geografia, la matematica, le scienze, le lingue (slavo ecclesiastico antico, tedesco, latino e ungherese), le arti classiche e la filosofia. Fra i precettori del giovane Dracula vi fu un ultrasettantenne, che aveva combattuto nelle file crociate la battaglia di Nicopoli, venendo catturato dai turchi vincitori. Dopo essere stato venduto a dei trafficanti di schiavi genovesi, quest'uomo aveva viaggiato lungo le coste del Mediterraneo orientale e del Mar Nero, creandosi una vasta esperienza del mondo e apprendendo varie lingue. Alla fine, una volta recuperata la libertà, era potuto ritornare in Valacchia.

### Vita a Edirne
Nel 1436, Vlad II Dracul salì sul trono della Valacchia. Dato che il suo potere era traballante, decise di renderlo più saldo concordando una pace con il sultano, che in quel momento appariva il sovrano più potente dello scacchiere balcanico. Il trattato prevedeva, da parte del voivoda, l'obbligo di recarsi ogni anno alla corte di Edirne, per versare il tributo e quello di guidare e scortare le truppe turche dirette contro l'Ungheria. Negli anni successivi, Vlad II avrebbe tentato di non infrangere l'accordo con gli ottomani e nel contempo di non apparire troppo compromesso con gli infedeli, agli occhi del vicino ungherese. Nel marzo del 1442, gli ottomani entrarono in Valacchia, puntando sulla Transilvania. Dracul non si unì a loro, ma d'altro canto non fece nemmeno nulla per contrastarli, osservando una rigida neutralità, per non compromettere la sua già precaria situazione. La campagna si concluse però con una grande sconfitta presso la cittadina di Sibiu. János Hunyadi quindi, inseguì i nemici in rotta fino in Valacchia, scalzando dal trono il padre di Dracula e insediando al suo posto Basarab II. Il deposto voivoda, accompagnato dai pochi boiardi rimastigli ancora fedeli, non ebbe altra scelta che rifugiarsi in territorio turco, cercando protezione e appoggio del sultano. Dopo essere stato accolto in maniera piuttosto calorosa, egli fu arrestato al termine di un banchetto e messo sotto custodia a Gallipoli. Nella primavera del 1443, tuttavia, Vlad II venne liberato e, appoggiato da truppe turche, riconquistò il suo trono. Murad II aveva deciso che avere un sovrano non allineato alla causa ungherese, anche se infido, era preferibile che fare i conti con una Valacchia solidale con essa. Del resto, la controffensiva cristiana, guidata dal Cavaliere bianco, aveva messo i turchi in seria difficoltà. L'anno successivo (estate del 1444), in base ai pesanti accordi raggiunti con il sultano, Dracul inviò alla corte ottomana i suoi figli Vlad e Radu il Bello come ostaggi. Il Voivoda inoltre, si era impegnato a pagare il solito tributo annuale e a inviare, sempre annualmente, un certo numero di fanciulli, per rimpolpare le schiere dei Giannizzeri. Durante gli anni di prigionia, i due giovani Drăculești sarebbero stati educati dagli ottomani all'arte della guerra, alla logica e alla fede musulmana, ma la loro situazione sarebbe sempre rimasta piuttosto delicata: tre anni prima, i figli del despota serbo Đurađ Branković infatti erano stati accecati con dei ferri roventi, perché sospettati di voler fuggire dalla loro prigionia.
Nel 1444, i due fratelli corsero il rischio di seguirne la sorte, quando Hunyady costrinse la Valacchia a prendere parte alla crociata che stava conducendo contro gli ottomani. Nell'autunno di quell'anno, infatti, il nobile transilvano aveva rotto la pace di Seghedino, appena stipulata con il sultano, dietro istanza del legato papale cardinal Giuliano Cesarini.
Vlad II aveva dovuto, obtorto collo, partecipare all'impresa, ma per non compromettere in maniera irrimediabile i suoi rapporti con i turchi, aveva inviato solo 4000 uomini, al comando del suo erede Mircea. In questo modo, Dracul avrebbe avuto forze sufficienti per far fronte a una sconfitta crociata, che iniziava a profilarsi molto probabile, vista la defezione di molti alleati della prima ora. I timori del voivoda, si concretizzarono durante la sfortunata battaglia di Varna del 10 novembre 1444, che terminò con la morte del re di Polonia e d'Ungheria, Ladislao III e del cardinale Cesarini. Mentre la battaglia infuriava, tuttavia, Mircea fu raggiunto da un messaggio del sultano, che gli intimava di ritirarsi per salvare la vita ai due fratelli tenuti come ostaggio. Visto che la causa cristiana era ormai disperata, il sedicente principe di Valacchia abbandonò il campo, salvando Vlad e Radu da una sorte orribile.
I due giovani non furono uccisi nemmeno l'anno successivo, quando Mircea accompagnò il nobile borgognone Walerand de Wawrin e le sue otto galee lungo il Danubio. Scopo della spedizione, era scoprire qualcosa di certo sulla sorte del cardinale Cesarini e di Ladislao III, dato che in Europa non si sapeva della loro morte. Le forze borgognone, con le loro potenti bombarde, riuscirono solo a strappare agli ottomani varie roccaforti danubiane: Silistra, Turtucaia, Giurgiu, Ruse e Nicopoli.
Murad II sapeva che avrebbe potuto usare Vlad e Radu come pedine per future trattative oppure per mettere sul trono di Valacchia un sovrano che assecondasse la sua politica.
Nel 1446, in Valacchia giunse la notizia che i due giovani principi erano stati risparmiati, accompagnata da nuove proposte di trattativa da parte ottomana. Nell'estate dell'anno successivo, il padre di Dracula firmò un trattato con la Sublime Porta, nel quale venivano ribadite le clausole degli accordi precedenti, con in aggiunta l'obbligo di rispedire indietro 4000 bulgari, che si erano trasferiti in terra valacca nel 1445, in occasione della campagna borgognona. Grazie alla riconciliazione fra Vlad II e Murad II, la condizione dei due ostaggi si fece meno precaria e, molto probabilmente, essi iniziarono a godere appieno degli agi e dello sfarzo della corte di Adrianopoli, un vero e proprio formicaio, pullulante di giannizzeri, servitori, eunuchi, concubine, etere, cinedi, cuochi, burocrati e un'infinità di altre figure. In questo ambiente, Dracula imparò i segreti della politica e della guerra, sviluppando quell'acume e quell'intuito che gli avrebbero permesso più volte di cavarsela in frangenti drammatici. In aggiunta, poté acquisire una conoscenza salda della lingua turca. Durante la permanenza alla corte ottomana, il giovane Vlad ebbe anche modo di conoscere colui che sarebbe divenuto il suo più acerrimo nemico, il futuro sultano Maometto II. I due ragazzi, grossomodo coetanei, ebbero occasione di vivere insieme molte esperienze, dalle lezioni impartite dai precettori e dai pedagoghi, fino agli amplessi con le avvenenti cortigiane che abbondavano a palazzo. Molto intenso, fu anche il rapporto fra l'erede del sultano e il fratello minore di Vlad, l'avvenente Radu. Il cronista bizantino Calcondila, narra che quest'ultimo fu insidiato con insistenza da Maometto, tanto che, per difendersi, arrivò a ferirlo su una coscia con un coltello. Ma alla iniziale ritrosia, si sarebbe sostituita una forte accondiscendenza, che avrebbe reso Radu il favorito del futuro sultano. Il principe valacco infatti, avrebbe lasciato il sultano solo nel 1462, per soffiare il trono al suo fratellastro Dracula.

## Primo regno ed esilio
Nel frattempo, il 5 giugno del 1446, János Hunyadi era stato nominato, da una Dieta appositamente convocata, reggente d'Ungheria, in attesa che il legittimo sovrano, Ladislao Postumo raggiungesse la maggiore età, potendo così reggere le sorti del regno in prima persona. Il Cavaliere Bianco perciò, si trovava a poter condurre la politica estera del regno a suo piacimento. Il momento della resa dei conti con Vlad II di Valacchia, era giunto. Varie e profonde, erano le cause dell'inimicizia fra il voivoda e il reggente ungherese. Innanzitutto, a Hunyadi non erano mai andati a genio, i continui voltafaccia del padre di Dracula. In secondo luogo, egli non poteva sopportare le umiliazioni che gli erano state inflitte dal voivoda e dal suo erede Mircea, all'indomani della sconfitta di Varna. Durante il consiglio di guerra successivo alla battaglia infatti, il nobile ungherese si era visto addossare tutta la colpa della tremenda batosta subita dai crociati, che sarebbe stata causata dall'esiguità dell'esercito cristiano. Mircea aveva addirittura proposto che Il Cavaliere Bianco fosse condannato, mentre si trovava in balia dei Valacchi, dal momento che il suo esercito era stato quasi completamente sterminato dai turchi. Alla fine tuttavia, Hunyadi era riuscito a tornare in Transilvania, salvato probabilmente dalla sua fama, dalle sue benemerenze nei confronti della cristianità e dai timori di una vendetta ungherese. Matei Cazacu, grande studioso di storia romena, inoltre ipotizza che la goccia che fece traboccare il vaso, fosse legata a dispute di natura monetaria, fra il Regno d'Ungheria e la Valacchia, che erano allineati sul medesimo corso valutario.
Nel novembre 1447, János Hunyadi condusse una spedizione punitiva, finalizzata a sbalzare dal trono Vlad II. Quest'ultimo venne sbaragliato in una battaglia svoltasi in una località sconosciuta a sud di Târgoviște negli ultimi giorni di novembre. Mircea II di Valacchia, figlio primogenito ed erede di Dracul, dopo essere stato catturato nello scontro, fu accecato e sepolto vivo a Târgoviște. Dracul, che invece era riuscito ad allontanarsi dal campo di battaglia, fu braccato dagli avversari, che riuscirono a eliminarlo nelle paludi di Balteni, presso Bucarest, mentre presumibilmente cercava di riparare in territorio turco.
Per impedire che la Valacchia cadesse in mani ungheresi, gli ottomani liberarono il giovane Vlad III e lo rispedirono in patria. Fu così che negli ultimi giorni dell'ottobre 1448, appoggiato dalle truppe ottomane, Vlad passò il Danubio e sottrasse a Vladislav II, il trono di Valacchia. Infatti, in quel momento, il principato era in preda al caos: gli ungheresi, assieme ai propri alleati (fra cui figuravano i valacchi) erano stati duramente sconfitti dai turchi, in una battaglia protrattasi per tre giorni, dal 17 al 19 ottobre 1448, presso la piana di Kosovopolje. Nei concitati frangenti successivi alla vittoria ottomana, il Cavaliere Bianco fu catturato dal despota serbo Giorgio Brankovic, che lo avrebbe liberato solo dopo il pagamento di un sostanzioso riscatto, mentre il voivoda Vladislav II cercava faticosamente di tornare in patria, al comando di schiere tremendamente assottigliate. Approfittando di questo vuoto di potere quindi, Vlad, sostenuto da un robusto contingente donatogli dal sultano, poté insediarsi sul trono, con una cerimonia svoltasi in una Târgoviște totalmente sguarnita.
Poco si sa del primo regno di Dracula, forse anche a causa della sua estrema brevità. Sicuramente il giovane usurpatore cercò in tutti i modi di consolidare la sua pericolante posizione. Proprio per questo motivo, ossia la precarietà del suo potere, è improbabile che egli cercasse una immediata vendetta contro i boiardi che avevano rapito suo padre e suo fratello, con il rischio di aprire faide e contese.
Tuttavia, in dicembre, dopo circa due mesi di regno da parte del giovane Dracula, Vladislav II si riprese il trono. Costretto alla fuga, Vlad si rifugiò in Moldavia presso la corte di Alexăndrel II, nipote della sua matrigna. Pochi mesi dopo, Alexăndrel II venne spodestato da Bogdan II che si dimostrò comunque ospitale nei confronti del giovane Vlad. Esule alla corte dei Mușatini, il giovane Drăculești venne rieducato al cristianesimo e strinse un forte legame con l'erede di Bogdan, Ștefan cel Mare. Nel 1451, Bogdan venne ucciso da uno zio, Petru III Aron: Ștefan si rifugiò presso Hunyadi, già alleato di suo padre, mentre Vlad ripiegò in Transilvania. Dopo un breve ritorno in Moldavia, concomitante con la riconquista del trono da parte di Alexăndrel II, Vlad si recò in Ungheria.
Impressionato dalla vasta conoscenza di Vlad dell'Impero Ottomano (così come del suo odio per il nuovo sultano Maometto II), Hunyadi si riconciliò con lui e lo nominò suo consigliere. Presso il Cavaliere Bianco d'Ungheria, a quel tempo reggente per conto del giovane sovrano ungherese, Ladislao il Postumo, prigioniero dell'imperatore Federico III d'Asburgo, Vlad imparò l'arte della guerra e della guerriglia, compiendo incursioni in territorio turco e combattendo sul campo, potentati cristiani in guerra con il potente regno ungherese. Alla corte di Buda, Vlad e l'amico Ștefan ebbero inoltre modo di conoscere il futuro sovrano d'Ungheria, Mattia Corvino, figlio di Hunyadi. Con la caduta di Costantinopoli nelle mani di Maometto II, avvenuta nel 1453, l'influenza ottomana iniziò a diffondersi attraverso i Carpazi, minacciando l'Europa continentale e, nel 1481, gli ottomani riuscirono a conquistare l'intera penisola balcanica.
Nel 1454, i turchi erano tornati all'attacco dell'Ungheria ma nella Battaglia di Szendro, vennero sconfitti da Hunyadi. Vlad combatté, in quell'occasione, al fianco degli ungheresi e ottenne in premio dal Cavaliere Bianco, la restituzione alla corona valacca, delle cittadelle di Almaș e Făgăraș, sulle falde dei Carpazi meridionali, tra la nativa Sighișoara e l'importante centro commerciale sassone di Brașov (l'allora Kronstadt). Nell'estate del 1456, con la battaglia di Belgrado, Hunyadi fermò l'avanzata degli ottomani ma morì poco dopo per colpa della peste diffusasi nel suo accampamento. Mentre Maometto II era concentrato sull'Ungheria, Vlad fece ritorno in Valacchia, riconquistò la sua terra natia e uccise Vladislav II in combattimento.

## Secondo regno

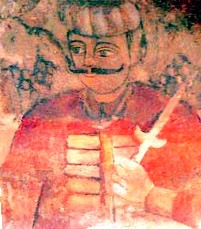
Vlad Dracul

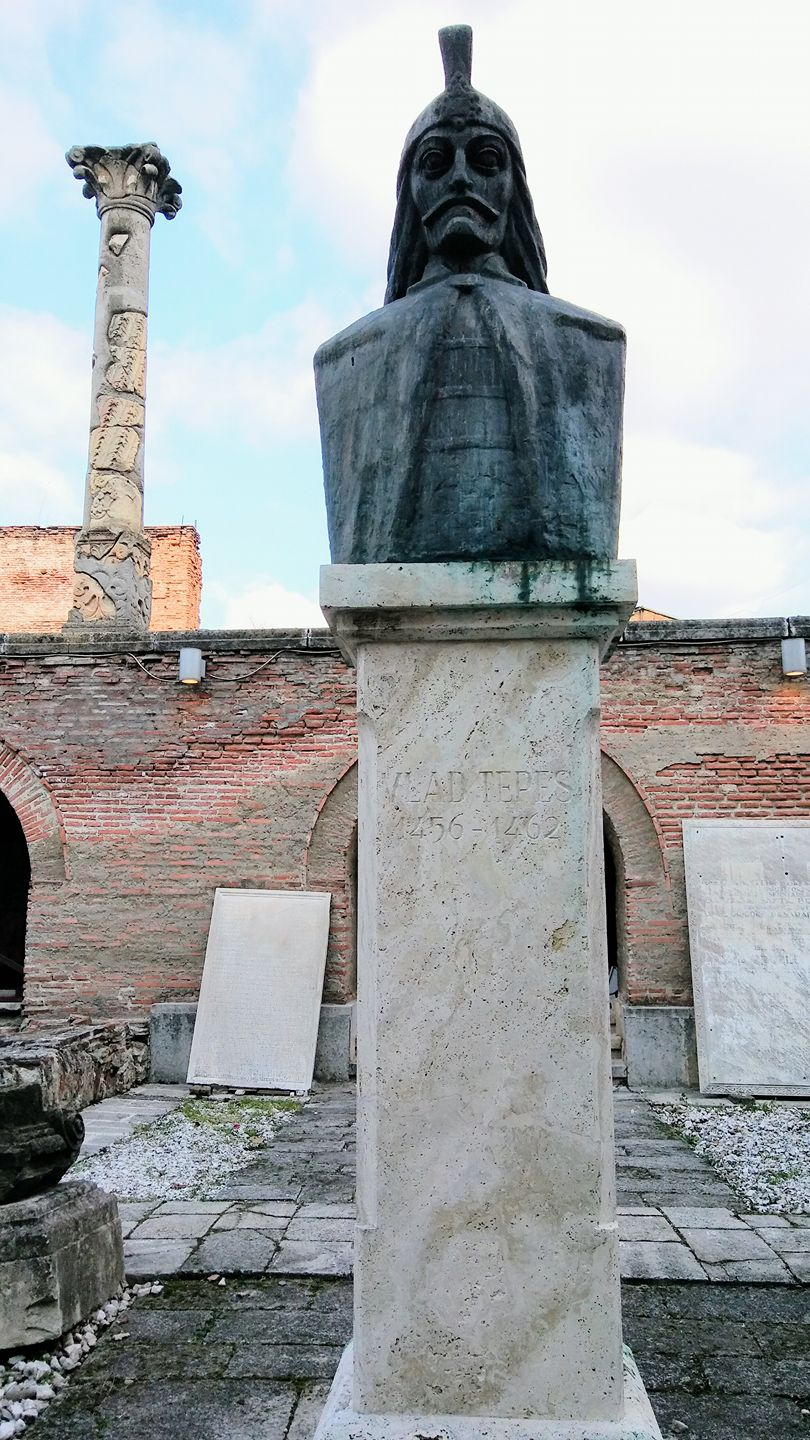
Busto di Vlad Tepes nel Centro di Bucarest

Vlad III venne incoronato dal metropolita valacco nella chiesa di Curtea de Argeș, fatta erigere da suo padre. Molti boiardi fedeli a Vladaslav II, erano fuggiti in Transilvania e si unirono al seguito di un nuovo anti-principe dei Dănești, Dan III di Valacchia. Vlad III tenne la sua corte (dvor in lingua slava e curte in lingua rumena) a Curtea de Argeș, come a Câmpulung e Târgoviște; l'erigenda di un suo palazzo stabile a Bucarest, risale con buona probabilità al 1459.
Dracula, bisognoso di appoggi contro gli ottomani, allacciò relazioni stabili con i suoi vicini. Prestò giuramento di fedeltà alla corona ungherese, ormai nelle mani di Ladislao il Postumo, promettendo privilegi ai mercanti sassoni in Valacchia. Nel 1457, Vlad appoggiò le pretese al trono moldavo di Ștefan cel Mare che sconfisse e mise in fuga l'usurpatore Petru Aron. Vlad non era però ancora abbastanza forte per contrastare apertamente Maometto II, così dovette inizialmente pagare il tributo stabilito dagli accordi presi da suo padre con Murad II, presentarsi annualmente alla Sublime porta per il formale omaggio al sultano e, nel 1458, permise il transito delle forze turche che attaccarono gli ungheresi alla rocca di Turnu Severin, sul territorio rumeno (le forze di Hunyadi avevano occupato la rocca di Severin nel biennio 1419-1420).
A partire dal 1459, il bisogno di rafforzare la sua posizione mise Vlad in contrasto con i ricchi mercanti sassoni ai quali però andava in quel momento la simpatia del nuovo sovrano ungherese, Mattia Corvino, riconciliatosi con l'imperatore Federico III. Il voivoda sedava nel frattempo il malcontento dei suoi boiari con il pugno di ferro, ordinando il massacro della "Pasqua di Sangue a Târgoviște".
Già nel 1457, l'esule Dan III si era fatto nominare Voivoda nella cattedrale ortodossa di Brașov, usurpando formalmente il titolo di Dracula e prendendo corte in un accampamento sulla collina di Timpa, presso la città. L'imminente conflitto venne temporaneamente evitato dalla mediazione di Szilágyi, governatore ungherese della Transilvania (1458) ma si riaccese nel 1459: Dan fu costretto alla fuga, mentre Vlad, dopo aver devastato i sobborghi di Brașov, impalava diversi seguaci dell'avversario sulla collina di Timpa. Nel 1460, Dan conquistò le fortezze di Brașov e Făgăraș, ma venne sconfitto sul campo di Rucăr da Vlad ed eliminato. Dracula si diede poi al massacro dei seguaci di Dan, a Brașov e Făgăraș, curandosi però di non toccare i mercanti sassoni e negoziando un accordo anti-turco con Mattia Corvino. Bisognoso di uno stabile confine meridionale, mentre negoziava un'alleanza antiasburgica con Giorgio di Poděbrady, sovrano del Regno di Boemia, Mattia accettò le profferte di Vlad e gli promise in sposa una fanciulla della sua famiglia: la cugina Ilona Szilágyi.

### Politica interna
Vlad trovò la Valacchia in uno stato miserabile: la costante guerra aveva portato una criminalità dilagante, un calo della produzione agricola e la scomparsa virtuale del commercio. Vlad fu costretto a usare metodi molto severi per ristabilire l'ordine e la prosperità. Egli aveva tre obiettivi per la Valacchia: rafforzare l'economia del paese, la sua difesa e il suo potere politico. Intraprese misure per aiutare il benessere dei contadini, con la costruzione di nuovi villaggi e incrementando la produzione agricola. Egli capì l'importanza del commercio per lo sviluppo della Valacchia: aiutò quindi i mercanti valacchi, limitando il commercio estero mercante di tre città mercato: Târgșor, Câmpulung e Târgoviște.
Vlad considerava i boiardi la causa principale del costante conflitto e corresponsabili della morte del padre e del fratello. Vlad nominò come suoi consiglieri, persone straniere fidate invece che i boiardi. L'esercito venne rafforzato: Vlad possedeva una piccola guardia personale, composta in prevalenza di mercenari, che venivano premiati con bottini e promozioni; inoltre istituì una milizia formata da contadini chiamati a combattere ogni volta che scoppiava una guerra. Vlad costruì una chiesa a Târgșor (presumibilmente in memoria di suo padre e di suo fratello maggiore che erano stati uccisi nelle vicinanze) e contribuì con il proprio patrimonio personale, all'espletamento dei lavori per il Monastero di Snagov.

### Incursioni in Transilvania
Dal momento che la nobiltà valacca si alleò con i sassoni di Transilvania, Vlad si mosse contro di loro eliminando i loro privilegi commerciali e razziando i loro castelli. Nel 1459, Vlad fece impalare diversi coloni sassoni di Brașov.

### Guerra con gli ottomani
Nel 1459, nel corso del Concilio di Mantova, Papa Pio II organizzò una nuova crociata contro gli ottomani. In questa crociata, il ruolo principale doveva essere intrapreso da Mattia Corvino, figlio di János Hunyadi, il Re d'Ungheria. A tal fine, Mattia Corvino ricevette dal Papa 40000 monete d'oro, un importo che venne considerato sufficiente per assoldare un esercito di 12000 uomini e per l'acquisto di dieci navi da guerra. In questo contesto, Vlad si alleò con Mattia Corvino, con la speranza di tenere gli ottomani fuori dal paese (la Valacchia era infatti rivendicata come parte dell'Impero ottomano, dal sultano Maometto II).

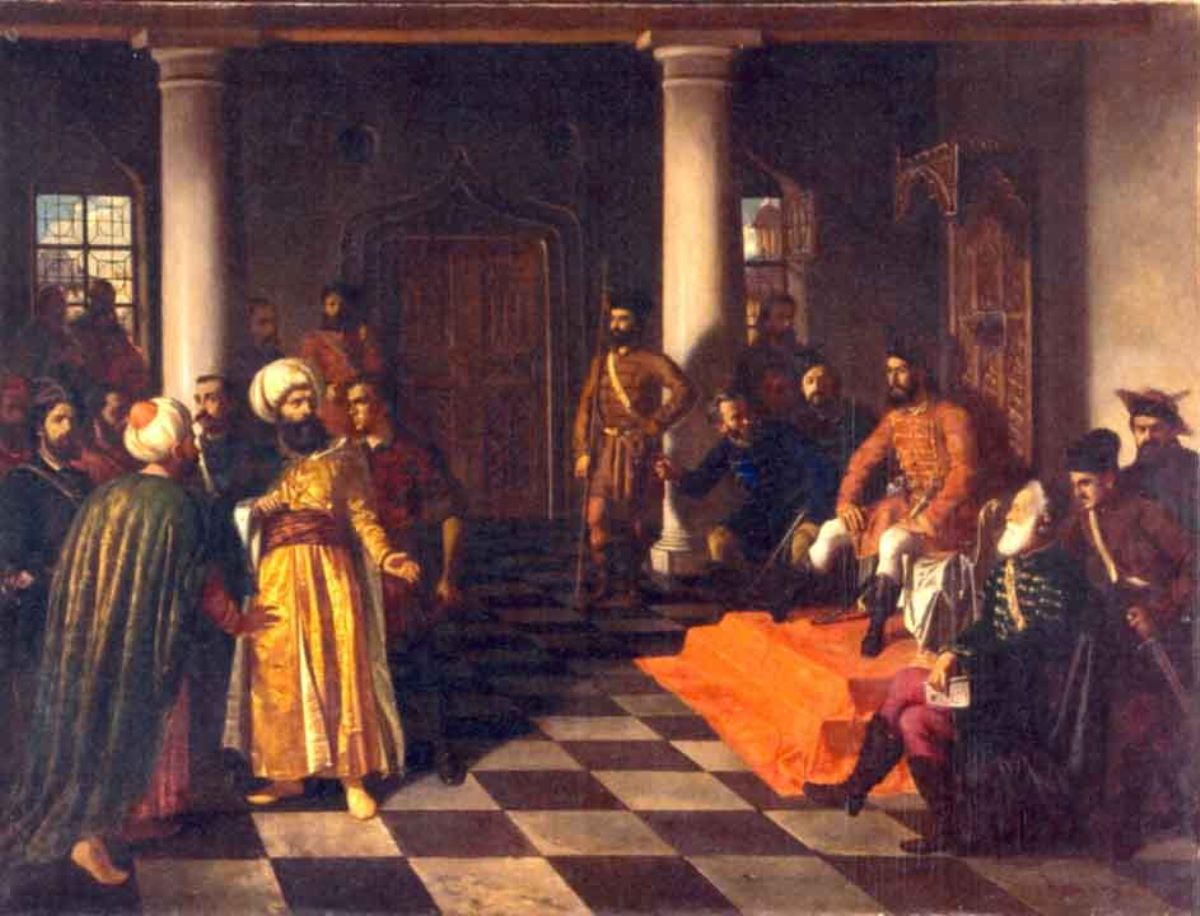
Vlad Țepeș riceve gli inviati del sultano - Theodor Aman (1831-1891)

In quello stesso anno, il 1459, il sultano ottomano Maometto II inviò a Vlad dei messaggeri per sollecitarlo a pagare il tributo di 10000 ducati e 500 reclute per forze ottomane. Vlad rifiutò, perché pagare il "tributo" avrebbe significato accettare pubblicamente che la Valacchia facesse parte dell'Impero ottomano. In questa occasione, Vlad fece uccidere i messaggeri turchi, usando come pretesto il fatto che questi ultimi, di fede musulmana, non si tolsero il turbante nel rendergli omaggio: la punizione di Dracula a questa mancanza di rispetto, fu inchiodare alla testa degli ambasciatori i rispettivi turbanti.
Nel frattempo, il sultano, ricevuti rapporti dei suoi servizi segreti che rivelavano il dominio di Vlad sul Danubio, inviò il sanjak-bey di Nicopoli, Hamza Bey, per trattare la pace e se fosse stato necessario, anche per eliminare Vlad III. Per scongiurare questa possibilità, Vlad Țepeș pianificò un agguato ai danni di Hamza Bey: il Bey di Nicopoli, forte di un esercito di 1 000 cavalieri, venne attaccato in uno stretto passaggio a nord di Giurgiu. In breve tempo, i valacchi circondarono e sconfissero i turchi che furono impalati, Hamza Bey compreso: quest'ultimo venne impalato più in alto degli altri, a dimostrazione del suo alto rango.

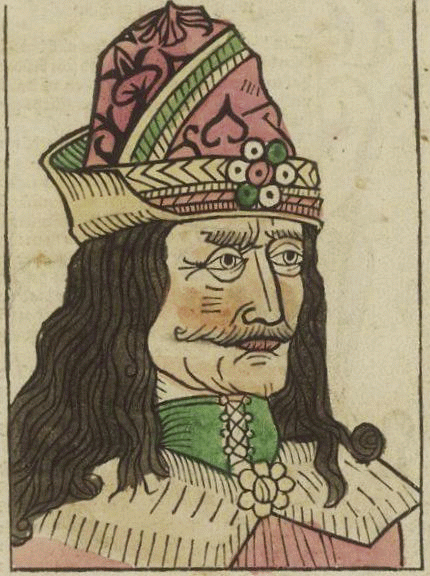
Una xilografia raffigurante Vlad Țepeș pubblicata a Norimberga nel 1488 sul frontespizio del pamphlet Die geschicht dracole waide

Nell'inverno del 1462, Vlad attraversò il Danubio e devastò l'intero territorio bulgaro nella zona tra la Serbia e il Mar Nero. Travestendosi da Spahi e utilizzando la sua fluente lingua turca, che aveva imparato quando era ostaggio, Vlad riuscì a infiltrarsi e a distruggere i campi ottomani. In una lettera a Corvino, datata 2 febbraio, scrisse:
In risposta a questi avvenimenti, il sultano Maometto II sollevò un esercito di circa 80000 uomini e 30000 irregolari e nella primavera dello stesso anno, si diresse verso la Valacchia. Avendo a disposizione forze molto inferiori rispetto ai turchi, 30000-36000 uomini e giovani da dodici anni in su, a seconda delle fonti, Vlad non fu in grado di impedire agli ottomani di attraversare il Danubio il 4 giugno 1462 e di entrare in Valacchia. Vlad iniziò a organizzare piccoli attacchi e imboscate contro l'esercito ottomano, come il famoso Attacco Notturno dove 15 000 soldati turchi vennero uccisi. Questo fece infuriare Maometto II, il quale attraversò il Danubio per comandare personalmente il proprio esercito. Questa mossa, comunque, non fu risolutrice e fatta eccezione per alcuni riferimenti di parte turca, tutte le altre cronache dell'epoca riportano la sconfitta subita dal sultano nel 1462. A quanto pare, i turchi si ritirarono talmente in fretta che l'11 luglio 1462, il sultano si trovava già ad Adrianopoli. La vittoria di Vlad l'Impalatore, venne celebrata dalle città sassoni della Transilvania, dagli stati italiani e dal Papa.
Un inviato veneziano, dopo aver saputo la notizia alla corte di Corvino, il 4 marzo, espresse grande gioia e disse che l'intero cristianesimo avrebbe dovuto celebrare la vittoria di Vlad Țepeș. Anche i genovesi di Caffa, ringraziarono Vlad per la sua campagna che li aveva salvati da un attacco di circa 300 navi che il sultano stava pianificando contro di loro. Secondo lo storico bizantino Laonikos Chalkokondyles, Radu, fratello di Vlad III, venne mandato a Târgoviște con l'incarico di organizzare una resistenza in grado di spodestare il fratello, con la promessa di una futura investitura quale nuovo regnante al servizio del sultano.

### Sconfitta
Il fratello minore di Vlad, Radu il Bello, e i suoi battaglioni di giannizzeri (ricevuti da Maometto II con l'incarico di guidare l'Impero ottomano in terra valacca), ben forniti di denaro e polvere da sparo, conquistarono la fortezza di Poenari, il famoso castello di Vlad III. Dopo questa vittoria, Radu, come da accordi, ricevette dal sultano Maometto II, il titolo di Bey di Valacchia. La sconfitta di Vlad a Poenari, oltre all'assedio del fratello Radu, è da attribuirsi in parte alla partecipazione dei boiardi locali. L'aristocrazia valacca, molto ridimensionata dalla politica accentratrice di Vlad, tradì dietro la garanzia che avrebbero riguadagnato gli antichi privilegi anche se, secondo alcune fonti, Radu, scoperto il luogo ove si nascondevano le famiglie dei boiardi, li avrebbe ricattati per avere il loro pieno appoggio.
Pur sconfitto, Vlad, fino all'8 settembre 1462, continuò a combattere: si ricordano almeno tre battaglie vinte dal Voivoda prima della sua ritirata in Ungheria, dovuta in larga parte alla mancanza di fondi per pagare i propri mercenari. Giunto alla corte di Mattia Corvino, Vlad, alla ricerca di aiuto presso il suo ex alleato, oltre a ricevere un netto rifiuto, venne fatto incarcerare per alto tradimento dal Re d'Ungheria che mai aveva avuto intenzione di farsi coinvolgere in un conflitto con il potente Impero Ottomano.

### Prigionia in Ungheria
Vlad venne inizialmente imprigionato nella fortezza Oratea situata nell'odierno villaggio di Dâmbovicioara, poi trascorse un periodo di detenzione a Visegrád e infine a Buda. La durata esatta del periodo di prigionia di Vlad, è tutt'oggi fonte di dibattito, anche se alcune indicazioni affermano che sia durato dal 1462 al 1474. Certo è il fatto che sia la politica apertamente pro-ottomana di Radu sia l'intervento di Ștefan III cel Mare, Voivoda di Moldavia e parente di Vlad, contribuirono affinché Mattia Corvino lo liberasse presumibilmente nel 1474.

## Terzo regno e morte
Dopo l'improvvisa morte di Radu, avvenuta nel 1475, Vlad III dichiarò l'inizio del suo terzo regno, il 26 novembre 1476, poi iniziò i preparativi per la riconquista della Valacchia, con il supporto ungherese.
Il terzo regno di Vlad era stato istituito da poco più di due mesi quando egli venne ucciso da parte degli uomini di suo fratello (Radu il Bello). La data esatta della sua morte è sconosciuta e controversa, ma essendo provato che egli morì prima del 10 gennaio 1477, tale data è compresa tra il dicembre 1476 e i primi di gennaio del 1477. L'ubicazione esatta della sua salma è sconosciuta, ma sembra si tratti di un luogo lungo la strada tra Bucarest e Giurgiu. Anche le circostanze esatte della sua morte sono avvolte nel mistero: secondo alcuni studiosi, infatti, venne ucciso per sbaglio perché scambiato per un turco, mentre, secondo altri, fu ucciso e decapitato dagli ottomani durante una battaglia e la sua testa fu inviata, insieme alla sua spada, a Costantinopoli come un macabro trofeo di guerra; secondo altri, invece, morì per un morso di un pipistrello.
Altra ipotesi, priva però di prove, sostiene, invece, che Vlad Țepeș avrebbe sì combattuto, ma poi sarebbe stato fatto prigioniero a Costantinopoli, riscattato poi dalla figlia, al sicuro in Italia, e infine sepolto nella chiesa di Santa Maria la Nova presso Napoli per volere di Giorgio Rea, un ricco nobile omosessuale del Regno di Napoli, nello specifico del Gargano, che si diceva avesse costruito con lui una forte intesa intellettuale per la intransigente opposizione all'avanzata musulmana in direzione dell'Europa, condividendone apertamente i modi brutali che da sempre lo avevano caratterizzato..

## La tomba di Dracula

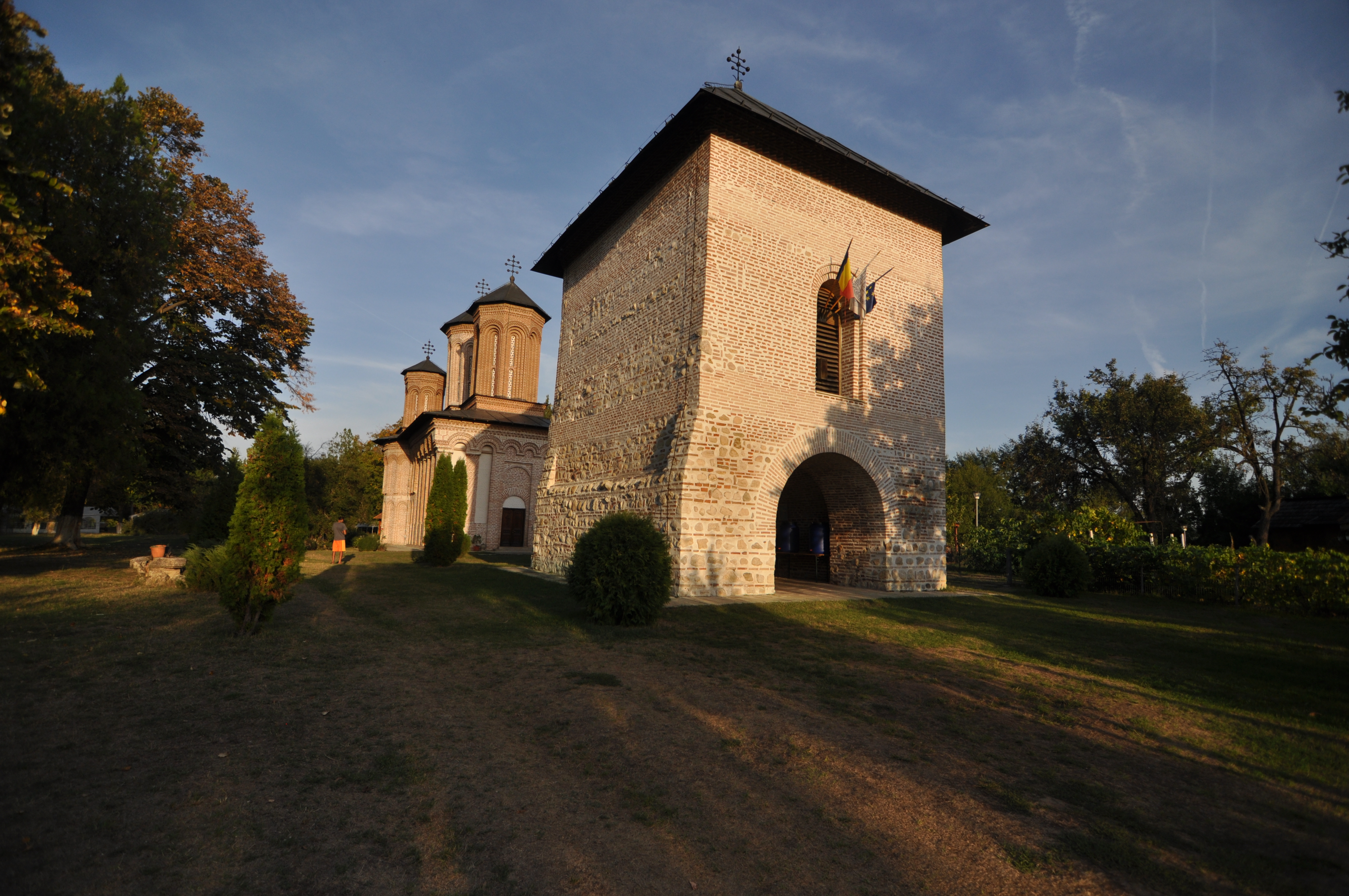
Il monastero di Snagov, dove si dice si trovi la tomba di Vlad III

Non si conosce il luogo dove vennero inumati i resti di Vlad Țepeș: la tradizione vuole che la sua testa venne portata a Costantinopoli, mentre il suo corpo venne sepolto senza cerimonie dal suo rivale, Basarab Laiotă, nel monastero di Comana. Solamente a partire dal XIX secolo si è sparsa la voce che Vlad fosse stato sepolto nel monastero di Snagov, sull'omonima isola, nel bel mezzo di un lago situato a trentacinque chilometri a nord di Bucarest.
Studi archeologici sul sito, avvenuti nel 1933, hanno portato alla scoperta che la presunta tomba di Vlad è completamente vuota. In un'altra tomba scoperta nel monastero di Snagov venne rinvenuto un corpo con addosso abiti sontuosi e un anello con il simbolo del dragone; tuttavia, data la presenza della testa, tale corpo certamente non è quello di Vlad III.
Secondo alcuni studiosi, è probabile che il corpo di Vlad Țepeș sia stato bruciato, mentre secondo altri sarebbe stato smembrato dai Turchi, o sul campo di battaglia o a Istanbul.
Nel giugno 2014 sono state avviate delle ricerche che sostengono che il sacello di Vlad sia custodito nella chiesa di Santa Maria la Nova, nella città di Napoli, più precisamente nel chiostro piccolo del complesso conventuale risalente al XVI secolo e luogo di sepoltura di alcuni discendenti di Vlad. In essa è presente un monumento funebre adornato da un rilievo raffigurante un drago, affiancato da dei baldacchini, che sembrano essere considerati elementi tipici della cultura medievale slava. È inoltre presente un epitaffio che reca delle iscrizioni in una lingua all'epoca sconosciuta, presenti nei caratteri degli alfabeti latino, copto, greco ed etiope, ma comunque non vi sono prove sufficienti che dimostrano la permanenza e la sepoltura del Voivoda a Napoli. D'altro canto, esistono prove concrete della sua morte in battaglia, per cui il fatto che Vlad sia fuggito e morto nel capoluogo campano risulta improbabile.
Recenti studi hanno riacceso l’ipotesi che Vlad III sia stato sepolto nella città partenopea, nel complesso suesposto. Nel 2025 la decifrazione di una misteriosa iscrizione sulla presunta tomba nella cappella Turbolo ha suggerito che si tratti proprio della sepoltura di Vlad III: secondo questa teoria, sostenuta anche da ricercatori dell’Università di Tallinn, Vlad sarebbe stato liberato dai Turchi grazie alla figlia illegittima Maria Balsa e avrebbe trascorso gli ultimi anni a Napoli, dove sarebbe stato tumulato nella tomba del suocero di lei, ossia Matteo Ferrillo. La presenza di simboli particolari sulla tomba, tra cui un drago, rafforza questa ipotesi, anche se la comunità accademica resta divisa sulla questione.

## Il castello di Dracula
Anche se il castello di Bran viene presentato ai turisti come il castello di Dracula, in verità esso venne costruito dai sassoni di Brașov. Il vero castello di Dracula, ora in rovina, è situato sulle rive dell'Argeș ed è la fortezza di Poenari.

## Consorti
Vlad Țepeș è spesso ricorso a matrimoni di interesse politico per siglare e consolidare alleanze. Tra le sue mogli figurano:
- Una donna sconosciuta che si presume sia stata la prima moglie di Vlad;
- Cnaejna Bathory;
- Jusztina Szilágyi de Horogszeg,  principessa della Transilvania,
- Ilona Szilágyi de Horogszeg, principessa della Transilvania, conosciuta come Ilona Nelipic, sorella della precedente, madre di Mihnea e forse anche di Mircea e Vlad.

## Discendenza
Al momento della sua morte, Vlad Țepeș aveva circa quarantasette anni. La tradizione ci ha tramandato la memoria di tre eredi del Voivoda:
- Mihnea I cel Rău, primo figlio di Vlad III, voivoda di Valacchia (1508-1510);
- Mircea, il primo erede legittimo, scomparso dalle cronache intorno al 1483;
- Vlad, secondo erede legittimo di Vlad III, contese il trono valacco a Radu cel Mare ma venne estromesso dal trono per volontà degli ungheresi.

Altre fonti citano anche la presunta esistenza di figli illegittimi, tra i quali Mihail, Radu e una figlia di nome Zaleska. Inoltre, nel 2012 vennero pubblicati due articoli giornalistici, nei quali Raffaele Glinni sostenne che la principessa albanese Maria Balsa potrebbe essere la figlia illegittima di Vlad Țepeș. Nonostante ciò, le fonti storiche confermano Gojko Balsa come padre biologico di Maria.

## L'eredità

### La tradizione tedesca

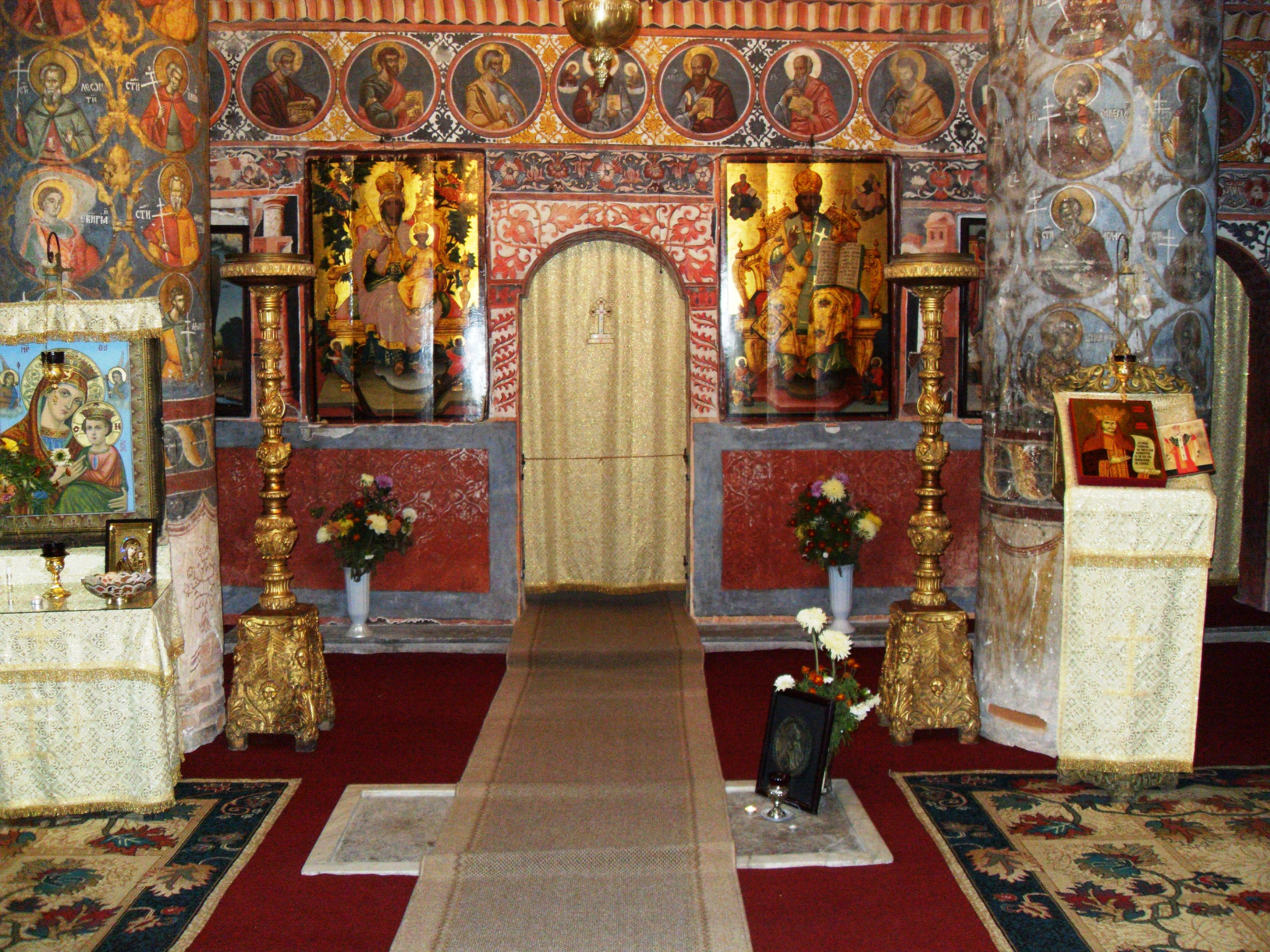
La presunta tomba di Vlad III nel Monastero di Snagov

La figura di Vlad Țepeș fece la sua formale apparizione sulla scena letteraria europea nel 1463, quando Mattia Corvino d'Ungheria fece circolare presso la corte del suo alleato e rivale, l'imperatore Federico III d'Asburgo, un pamphlet intitolato Geschichte Dracole Waide ("Storia del voivoda Dracula") poi messo in scena alla corte dell'imperatore con l'opera Von ainem wutrich der hies Trakle waida von der Walachei ("Storia del folle chiamato Dracula di Valacchia") del poeta Michel Beheim. Pretesto per la diffusione del materiale, fu la sigla del trattato di Wiener Neustadt tra i due sovrani.
Nessun esemplare dell'incunabulo originale, un opuscolo di sei foglietti con il ritratto di Vlad in prima pagina, si è conservato fino ai giorni nostri. Esistono quattro copie realizzate negli anni seguenti (1475-1500) e conservate in Austria (Monastero di Lambach), in Svizzera (Abbazia di San Gallo), in Francia (Biblioteca municipale di Colmar) e in Gran Bretagna (British Library); il manoscritto della British Library è l'unico completo. Disponiamo inoltre di tredici pamphlet, databili dal 1488 al 1568. Otto dei pamphlet, sono incunabuli stampati prima del 1501.
La tradizione germanica su Vlad l'Impalatore è composta da un totale di quarantasei aneddoti. Tutte le storie cominciano nel momento in cui Giovanni Hunyadi elimina Vlad II Dracul e il giovane Vlad III rinuncia alla sua religione per difendere la vera fede cristiana: da questo punto in avanti, tutte le narrazioni divergono ma è chiaro che tutta questa bibliografia tedesca sia stata redatta con il chiaro intento di distruggere la credibilità morale e politica del voivoda valacco. La prima versione del testo germanico venne probabilmente redatta da un chierico sassone di Brașov, a suo tempo testimone oculare, o rogatorio delle memorie di testimoni oculari, delle atrocità perpetrate da Dracula contro i cittadini di Brașov e Sibiu dal 1456 al 1460. La narrazione dei fatti è però adulterata da evidenti esagerazioni. Gli altri aneddoti possono essere divisi in due categorie: quelli che riportano fatti precisi, anche se la loro presentazione non obbedisce a nessuna regola, né cronologica né geografica: le spedizioni in Transilvania, la decapitazione del principe Dan III, ecc.; quelli che non comportano nessuna precisazione di date luoghi e persone. Quello che colpisce nella letteratura di questo testo, è l'assenza di ogni causalità, di ogni legame logico tra i vari episodi. L'unico punto in comune è Vlad, il quale sembra spinto da una rabbia omicida contro il mondo intero, senza alcuna logica né riflessione.
Il materiale bibliografico distribuito per ordine di Corvino, era stato quasi certamente redatto nel 1462, prima dell'arresto di Dracula per ordine del sovrano ungherese, e divenne un vero e proprio best seller dell'epoca. I motivi per cui Mattia Corvino incentivò la diffusione di questo materiale anti-Dracula sono abbastanza comprensibili: impegnato in un conflitto contro Federico III, il re d'Ungheria aveva dirottato alla causa i fondi ammassati presso Venezia e Roma con la promessa di dichiarare guerra al turco. Vlad, presentato come un mostro e, tramite una lettera contraffatta, come un vassallo di Maometto II, divenne lo spauracchio e la giustificazione cui Corvino ricorse per placare le ire dei suoi avversari: il re era stato costretto a intervenire contro Dracula invece che agire direttamente contro gli ottomani.
Tra il 1488 e il 1568, la "Storia del Voivoda Dracula" venne ristampato in Germania per tredici volte e sempre nelle tipografie delle grandi città imperiali: cinque a Norimberga (1488, due edizioni; 1499; 1520 circa, 1521), tre ad Augusta (1494, 1520- 1542, 1559- 1568), e una a Lubecca (1488-1493), a Bamberg (1491), a Lipsia (1493), a Strasburgo (1500) e ad Amburgo (1502). Dopo il 1490, la "Storia del voivoda Dracula" perse la sua attualità politica per diventare un libro popolare, la lettura prediletta di un pubblico avido di storie nelle quali i tiranni e i mercanti la facevano da padroni.
Dracula divenne un exemplum: l'incarnazione del male, un tiranno come Erode, l'assassino degli innocenti, o come i persecutori dei cristiani Nerone e Diocleziano. Lo vediamo raffigurato nei quadri nelle vesti di Ponzio Pilato che giudica Gesù o intento a condannare Sant'Andrea Apostolo (un messaggio questo fortissimo, se si considera il peso che il culto del santo ha sempre avuto nei principati danubiani). Theodor Zwinger, autore di un Theatrum vitce humanœ (Basilea, 1571), pose Dracula tra i prìncipi malvagi nei capitoli "Crudeltà di prìncipi verso i loro sudditi", "Interrogatori e torture dolorose" e "Disumanità contro i malati". Il carattere sacro del pranzo e la sua deturpazione attraverso i crimini si trovano nel poema Flőhhaz di I. Fischer (1573), che rievoca il pranzo di Dracula sotto i cadaveri degli impalati, una scena che si poteva ammirare nell'edizione di Strasburgo del 1500. Nel 1581 Zaccaria Rivader descrisse le crudeltà di Dracula nel capitolo Historien und Exempel von bősen und Gottlosen Regenten und Oberkeitein von Tyrannen und ihren bősen unlőblichen und tyrannischen Thaten und Wercken della sua raccolta di exempla. Nel 1596 Giorgio Steinhart elencò i misfatti del tiranno «selvaggio», salvandolo in extremis con un riferimento alla sua provata fede cristiana.
Già nel 1524 però, la delicata situazione politica della zona balcanica portò a un riscatto della figura di Dracula nella storia della letteratura tedesca: fu infatti il patrizio raguseo Michele Bocignoli, cortigiano dell'imperatore Carlo V, a pubblicare una lettera aperta a Gerardo de Plaines, signore de la Roche, in cui parlava del suo soggiorno alla corte del voivoda valacco Mihnea I cel Rău (1508- 1510), figlio dell'Impalatore. Nel testo di Bocignoli Dracula venne ribattezzato "Dragulus" (riferimento alla parola "caro" in lingua rumena), «uomo vivace ed esperto delle cose militari», celebrato per il suo impegno nella lotta contro Maometto II.

### La tradizione russa
Tra il 1481 e il 1486 venne presumibilmente redatto, in lingua russa o in lingua slava, lo Skazanie o Drakule voevode ("Il racconto del voivoda Dracula"). L'opera venne copiata ripetutamente dal XVI al XVIII secolo. L'esemplare più vecchio, datato 1490 reca la scritta conclusiva: "Scritto nell'anno 6994 del Calendario bizantino (i.e. 1486), il 13 febbraio, poi trascritto da me, il peccatore Elfrosin, nell'anno 6998 (i.e. 1490), il 28 gennaio". L'opera, priva di un consistente costrutto cronologico, è una raccolta di aneddoti bibliografici e storici inerenti Vlad Țepeș.
I 19 aneddoti contenuti dello Skazanie sono più lunghi e consistenti rispetto alla tradizione bibliografica germanica. I primi 13 episodi sono privi di un filo conduttore cronologico e ben testimoniano il rapido emergere di una tradizione folkloristica intorno alla figura di Vlad III. Gli ultimi sei episodi sono ritenuti il frutto del lavoro di uno studioso che ha curato di presentarli in buon ordine cronistorico: partono con la narrazione dei "turbanti inchiodati" e si concludono con la morte di Vlad e delle informazioni sulla sua famiglia. Tra i 19 aneddoti russi, dieci presentano delle evidenti similitudini con i racconti della tradizione germanica ma se ne discostano nettamente per ciò che concerne la caratterizzazione del personaggio.
Nei testi russi, la figura di Vlad è certamente più positiva che nei testi tedeschi: Dracula è presentato come un grande governante, un valoroso guerriero e un sovrano giusto. Le atrocità commesse paiono in questi testi un semplice scotto da pagare nella vita di un forte sovrano. Tra i tanti, solo quattro dei 19 aneddoti paiono riportare esagerazioni di violenze e massacri. Alcuni elementi delle storie su Dracula vennero poi ripresi nella tradizione folkloristica sviluppatasi intorno allo zar Ivan IV di Russia. L'identità dell'autore dello Skazanie o Drakule voevode è ancora oggetto di discussione. Le ipotesi principali sono che l'autore fosse un monaco transilvano, un prete rumeno o un uomo, rumeno o moldavo che fosse, della corte di Stefano il Grande. Secondo un'altra teoria, l'autore della raccolta sarebbe invece stato il diplomatico russo Fëdor Kuricyn.

### La tradizione rumena
Nel paese di Dracula, e fin dalla seconda metà del XVI secolo, la memoria del voivoda cadde presto nell'oblio. I cronisti valacchi lo menzionano appena e lo confondono con altri principi del XV secolo, le sue efferatezze e le sue gesta passarono sotto il silenzio e gli venne accreditata solo la costruzione della fortezza Poenari. Solo nel 1804, parallelamente al risveglio indipendentista delle popolazioni rumene contro turchi e austriaci, la figura di Dracula riemerse dall'oscurità. Spinta da chiare motivazioni politiche, la memoria popolare rumena dimenticò l'orrore per le atrocità commesse da Vlad Țepeș in favore dell'ammirazione per le sue virtù guerriere, per il suo spirito di libertà, per le coraggiose gesta compiute in difesa della sua terra contro i turchi.
Si addussero ad attenuante delle crudeltà di cui si era macchiato motivazioni fatalistiche: la guerra era di per sé stessa crudele, il nemico faceva altrettanto, non esistevano altri modi per fronteggiare il terrore ottomano. Era stato "un sovrano terribilmente severo, s'intende, ma la sua ira l'aveva principalmente rivolta contro coloro che osavano mentire o maltrattare la povera gente" (gli studi folcloristici rumeni sono pieni di testimonianze come questa, resa nel 1910 da una vecchia contadina del distretto di Muscel). Ne convennero ingenuamente gli stessi sassoni, vittime abituali di spietate persecuzioni da parte di Dracula, ammettendo nel manoscritto di San Gallo che «quando qualcuno rubava, mentiva o si macchiava di qualsiasi ingiustizia nelle sue terre, non aveva nessuna possibilità di salvarsi, sia che fosse un nobile, un prete o un cittadino qualunque».
Il mito del patriota temerario e quello del savio governante concorsero insieme a consolidare nella memoria storica popolare l'immagine di un principe esemplare, in grado di salvaguardare non solo l'indipendenza del regno ma di assicurare all'interno l'ordine, la legalità, la stessa laboriosità degli abitanti. Ne venne fuori una sorta di eroe nazionale, pronto a esercitare nel modo più tremendo ogni potere se fosse stata in gioco l'integrità della sua terra. Tentò di sfruttarne la popolarità fino in fondo, come si è visto, il dittatore Nicolae Ceaușescu, che non mancò mai di ostentare il suo coinvolgimento emotivo in tutto ciò che la figura di Dracula rappresentava, fino a scegliere il lago di Snagov per propria residenza estiva.

### Leggende
Intorno alla figura di Vlad III sono sorte alcune leggende, la maggior parte delle quali in seguito al fatto che il principe è stato fonte di ispirazione per lo scrittore irlandese Bram Stoker per la creazione del suo personaggio più famoso, il conte Dracula, protagonista dell'omonimo romanzo.
- Secondo una leggenda, una coppa d'oro fatta mettere da Vlad nella piazza principale della città Târgoviște non venne mai rubata perché perfino i ladri avevano paura del principe.
- Secondo una leggenda, un mercante straniero di passaggio per Tirgoviste lasciò per una notte intera incustodita una cassa di denaro. Scoperto che gli erano stati rubati 160 ducati d'oro il mercante informò della cosa il principe Vlad, il quale per catturare il ladro chiese aiuto ai cittadini pena la distruzione della città. Vlad fece inoltre restituire al mercante la somma di 160 ducati più uno. Il giorno seguente, contati i soldi, il mercante informò il principe del ducato in più e glielo riconsegnò. Vlad lo informò che se non avesse riportato il ducato in più sarebbe stato impalato insieme al ladro.
- Secondo una leggenda, a due monaci cattolici ospiti di Vlad vennero mostrati i corpi dei nemici impalati. Uno di essi apostrofò il principe come crudele mentre l'altro lo acclamò come un eroe. Secondo la leggenda Vlad premiò uno dei due monaci e fece impalare l'altro. A quale dei monaci toccò la triste sorte non è certo saperlo in quanto il finale della storia cambia a seconda di regione e regione.
- Secondo alcune dicerie, ogni mattina i monaci del convento di Snagov andrebbero a pregare sulla tomba di Vlad con lo scopo di "farlo stare buono".[50]
- Secondo altre storie, il sultano Maometto II avrebbe fatto nascondere la testa e la spada di Vlad per impedirgli di tornare in vita.
- Secondo un'altra storia, nel corso della Pasqua del 1459, invitò i boiardi, che in precedenza avevano tramato contro di lui, ad un banchetto in segno di distensione. Alla fine li fece impalare tutti, e i servi disgustati e inorriditi assistettero al macabro spettacolo di vederlo intingere del pane in un piatto contenente il sangue delle sue vittime.
- Si dice inoltre, che durante uno dei numerosi assedi degli Ottomani alla Valacchia e prossimo alla cattura, per ingannare i nemici e guadagnarsi un'agevole fuga, fece ferrare il suo cavallo al contrario.

## Galleria d'immagini
L'unico vero ritratto di Vlad l'Impalatore faceva parte della "galleria degli orrori" del Castello di Ambras, nel Tirolo austriaco:
Un affresco raffigurante Vlad, databile al 1526, ornava i muri della chiesa del monastero di Curtea de Argeș, ma venne cancellato al principio del XIX secolo per ordine del vescovo di Argeș, che lo fece sostituire dal proprio ritratto. Ritratti di Dracula, grazie ai pamphlet tedeschi stampati fino al 1568, circolarono in tutta Europa. L'edizione di Vienna del 1463 inaugurò la serie. Fu questa raffigurazione a cadere sotto gli occhi di papa Pio II nel 1463 e, qualche anno dopo, sotto quelli di Leonardo Hefft, il notaio di Ratisbona che scrisse a questo proposito:

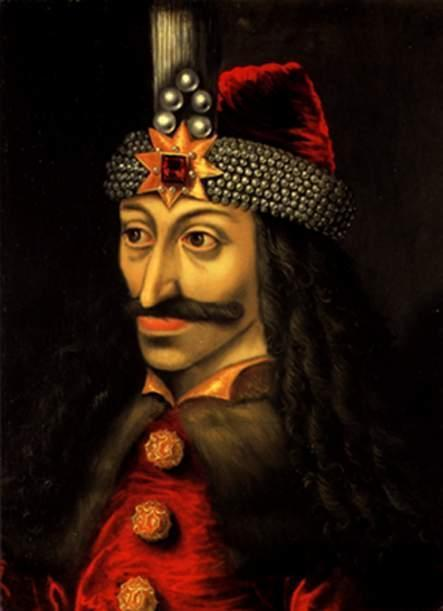
Il ritratto di Vlad Țepeș nel castello d'Ambras (XV secolo)
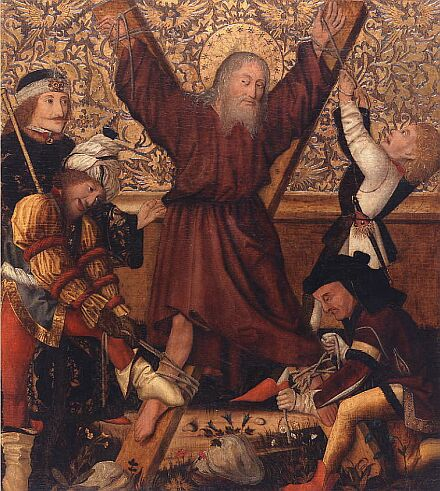
Vlad Țepeș ritratto come Aegeas, il proconsole romano di Patrasso che ordinò la crocifissione di Sant'Andrea (circa 1470–1480) -  Österreichische Galerie Belvedere, Vienna
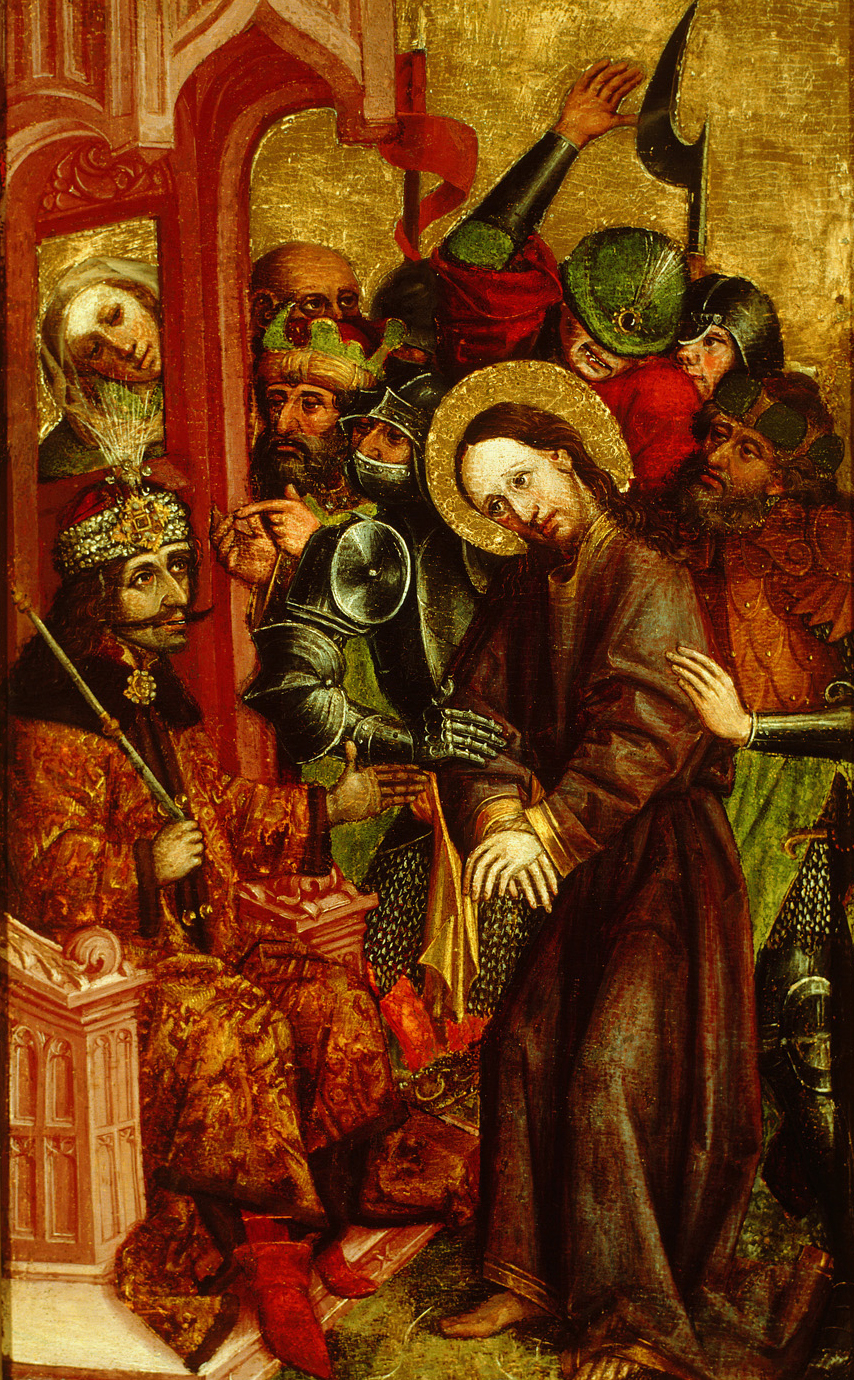
Vlad Țepeș ritratto come Ponzio Pilato (1463) -  Galleria Nazionale Slovena, Lubiana
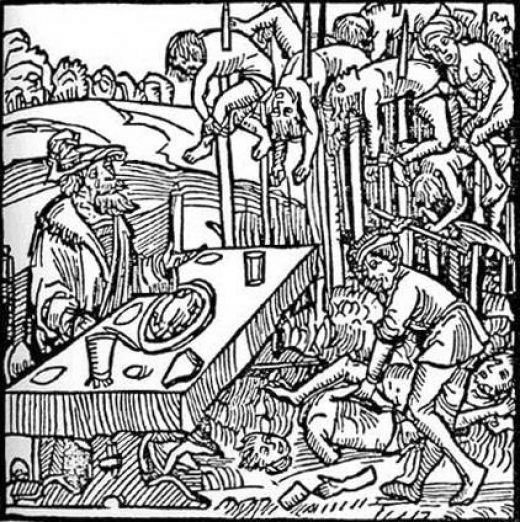
Vlad Țepeș banchetta accanto ai condannati al palo nell'incunabolo del tardo XV secolo edito a Strasburgo
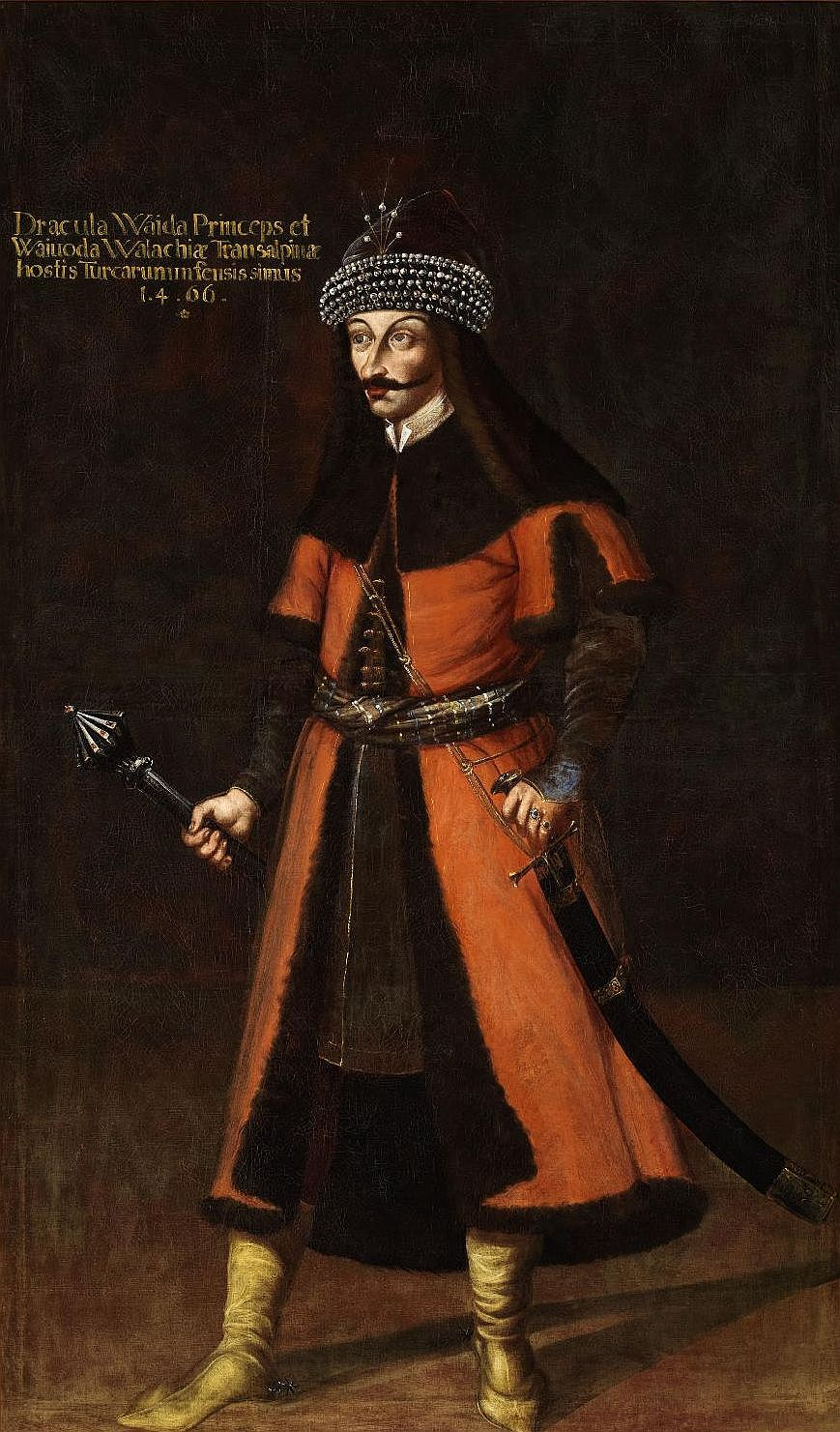
Vlad Țepeș in un affresco del Castello Esterházy (XVII secolo)
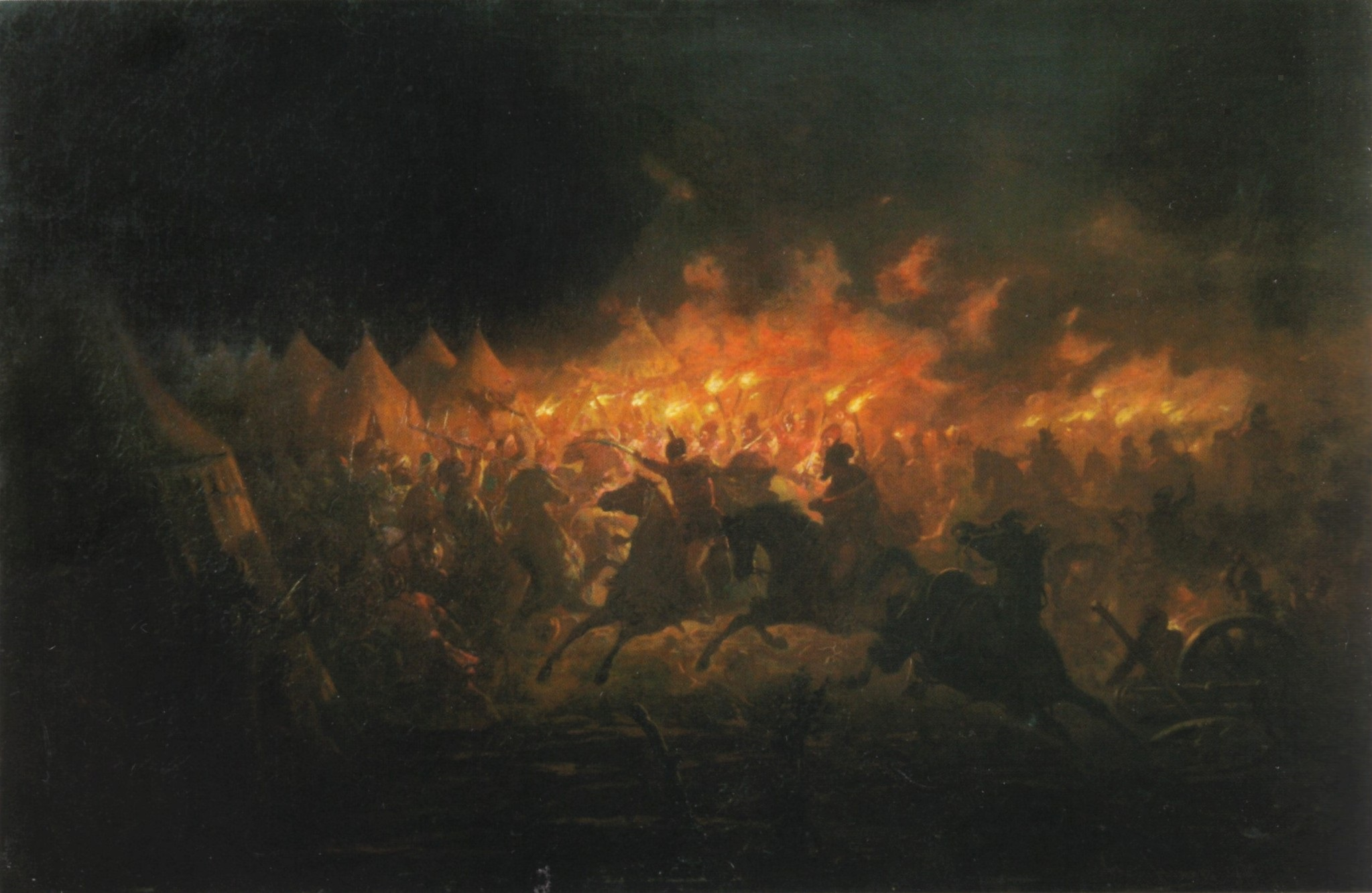
La battaglia con le torce[52] - Theodor Aman (1831-1891)

## Filmografia

### Cinema
- Malkoçoglu - krallara karsi, regia di Süreyya Duru e Remzi Jöntürk (1967)
- Kara Murat: Fatih'in Fermani, regia di Natuk Baytan (1973)
- Sageata capitanului Ion, regia di Aurel Miheles (1973)
- Kara boga, regia di Yavuz Figenli (1974)
- Dracula, fantasia o realtà (Vem var Dracula?), regia di Calvin Floyd (1974)
- Dracula di Bram Stoker (Bram Stoker's Dracula), regia di Francis Ford Coppola (1992)
- Dracula's Legacy - Il fascino del male, regia di Patrick Lussier (2000)
- Dracula Untold, regia di Gary Shore (2014)

### Serie TV
- L’impero Ottomano, Mehmed contro Vlad *

## Nella cultura di massa
Vlad III è stato celebre fonte di ispirazione per lo scrittore irlandese Bram Stoker per la creazione del suo personaggio più famoso, il conte Dracula, protagonista dell'omonimo romanzo. Tuttavia il Dracula letterario ha ben poco in comune con il Dracula storico, considerato un eroe patriottico dai rumeni, e inoltre nel romanzo non viene specificato se i due siano effettivamente la stessa persona (anche se ci sono numerosi indizi che darebbero conferma a questa ipotesi). Nelle numerose opere derivate o ispirate dal Dracula di Stoker il personaggio viene a volte indicato esplicitamente come Vlad III.

### Fonti
- Laonico Calcondila, Expuneri historische, Historiarum demonstrationes, ed. V. Greu, Bucarest, 1958.
- Papa Pio II, Historia rerum ubique gestarum locorum descriptio, ed. Helmstedt, 1609.
- Ducas, Historia turco-bizantina 1341-1462, a cura di Michele Puglia, Rimini, Il Cerchio, 2008, ISBN 88-8474-164-5.

### Studi
- Matei Cazacu, Dracula. La vera storia di Vlad III l'Impalatore, traduzione di Marianna Basile, Oscar Mondadori, Milano, 2006, ISBN 88-04-55392-8.
- M.J. Trow, La storia segreta di Dracula. I misteri di Vlad l'impalatore, Roma, Newton & Compton, 2009  [2005], ISBN 978-88-541-1503-3.
- M.J. Trow, Vlad the Impaler, Stroud (Gloucestershire), Sutton Publishing, 2003, ISBN 0-7509-2965-0.
- Kurt W. Treptow, Dracula: Essays on the Life and Times of Vlad Țepeș, Iași, 2000  [New York, 1991], ISBN 973-98392-2-3.
- Radu R. Florescu e Raymond T. McNally, Dracula, Prince of Many Faces: His Life and His Times, Boston, Little, Brown & Company, 1989, ISBN 0-316-28655-9.
- Angela Campanella, Vlad III di Valacchia, il Principe e l'Ordine del Drago, Villanova di Guidonia, Aletti Editore, 2017, ISBN 978-88-591-4624-7.